# Crowne Plaza
Crowne Plaza est une chaîne d'hôtels. Elle fait partie d'InterContinental Hotels Group, une famille de marques, qui comprennent  InterContinental Hotels & Resorts et Holiday Inn Hotels & Resorts, et opère dans 52 pays, généralement situés dans les centres-villes, ou près des principaux aéroports.
À l'origine sous la marque "Holiday Inn Crowne Plaza", le premier aux États-Unis Holiday Inn Crowne Plaza Hôtel a été inauguré à Rockville, dans le Maryland, en 1983. En quelques années, la marque a été détachée comme une chaîne indépendante (toujours détenue à l'époque par Holiday Inn). Le premier Crowne Plaza Resort a ouvert à Madère (Portugal) en 1999.
Aujourd'hui, la marque représente plus de 392 hôtels au niveau mondial dans 52 pays avec 108 307 chambres (mars 2013). En 1990, InterContinental Hotels Group a acheté la famille de Holiday Inn, et aujourd'hui, son portefeuille comprend la marque de luxe InterContinental Hotels & Resorts, la marque boutique haut de gamme Hôtel Indigo, le séjour prolongé marque haut de gamme Staybridge Suites, le séjour prolongé milieu de gamme marque Candlewood Suites, le milieu de gamme à service complet marque Holiday Inn Hotels & Resorts et le milieu de gamme limité Services marque Holiday Inn Express.
En juillet 2009, Crowne Plaza Hotels & Resorts a été reconnu par le magazine Lodging Hospitality comme l'une des meilleurs marques à la croissance de l'industrie.
Parmi les hôtels les plus importants de la chaine ;
- Crowne Plaza Hotel (Bandung), Bandung, Indonésie
- Chengdu Holiday lnn Crowne Hotel, Chengdu, Chine
- Crowne Plaza Qingdao, Qingdao, Chine
- Avon Hotel Crowne Plaza, Shenzhen, Chine
- Crowne Plaza Wuxi City Centre, Wuxi, Chine
- Crowne Plaza Wuxi Taihu, Wuxi, Chine
- Crowne Plaza Hotel (Yantai), Yantai, Chine
- Crowne Plaza Hotel (Hefei), Hefei, Chine
- Crowne Plaza Nice - Grand Arenas, Nice, France

## Galerie

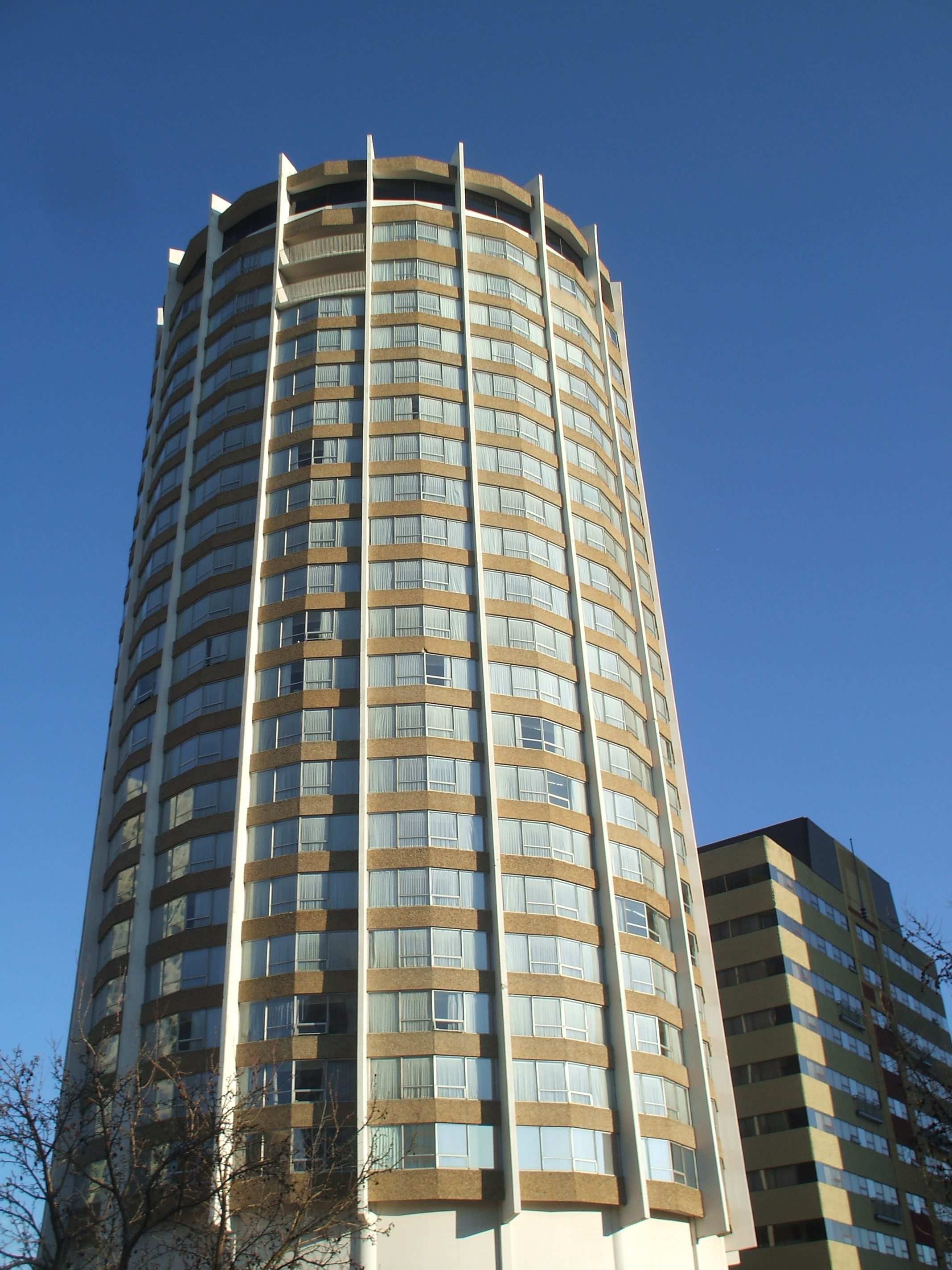
Edmonton, Alberta, Canada
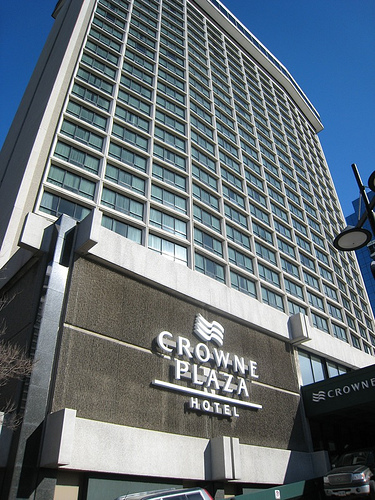
Ottawa, Ontario, Canada
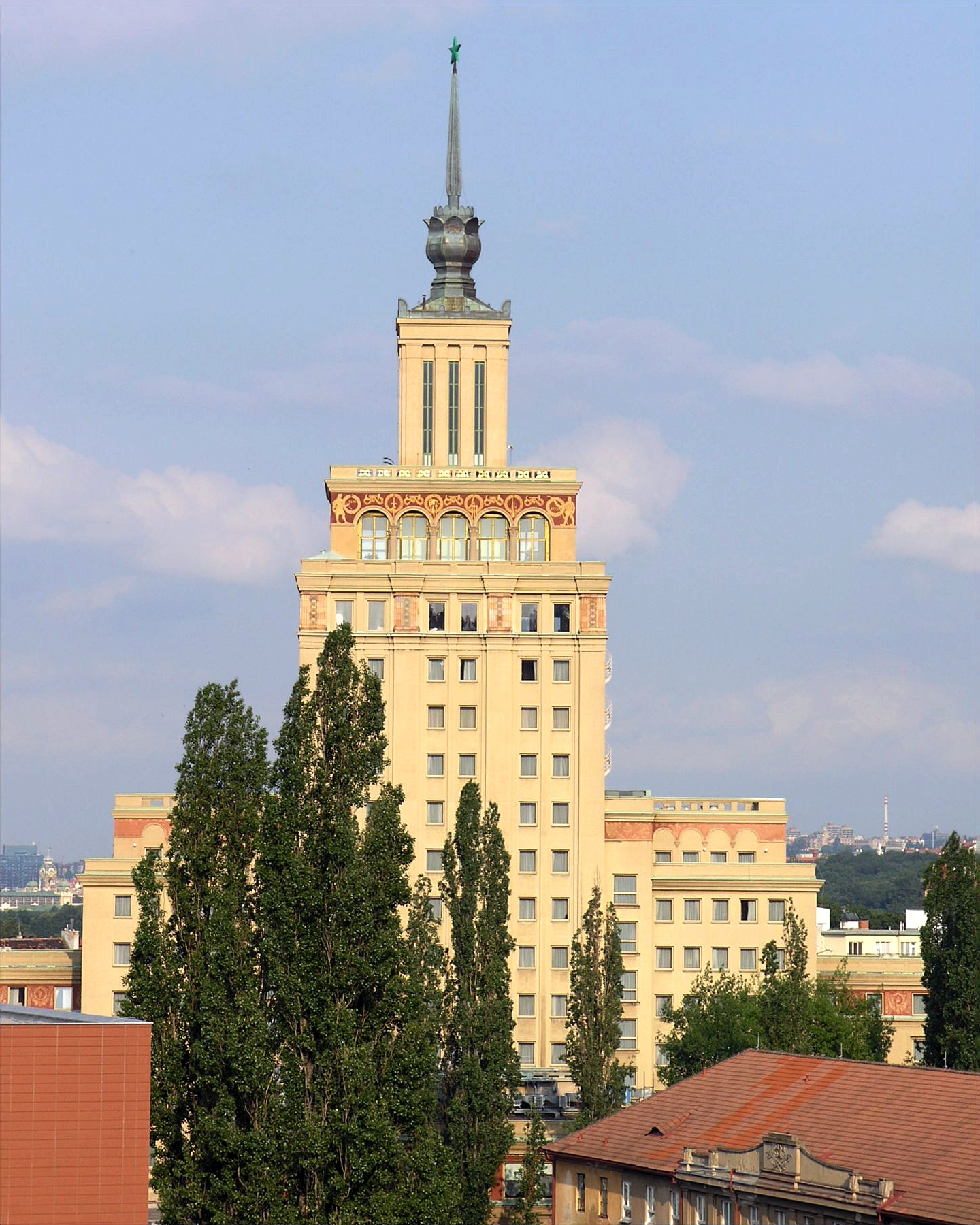
Prague, République tchèque
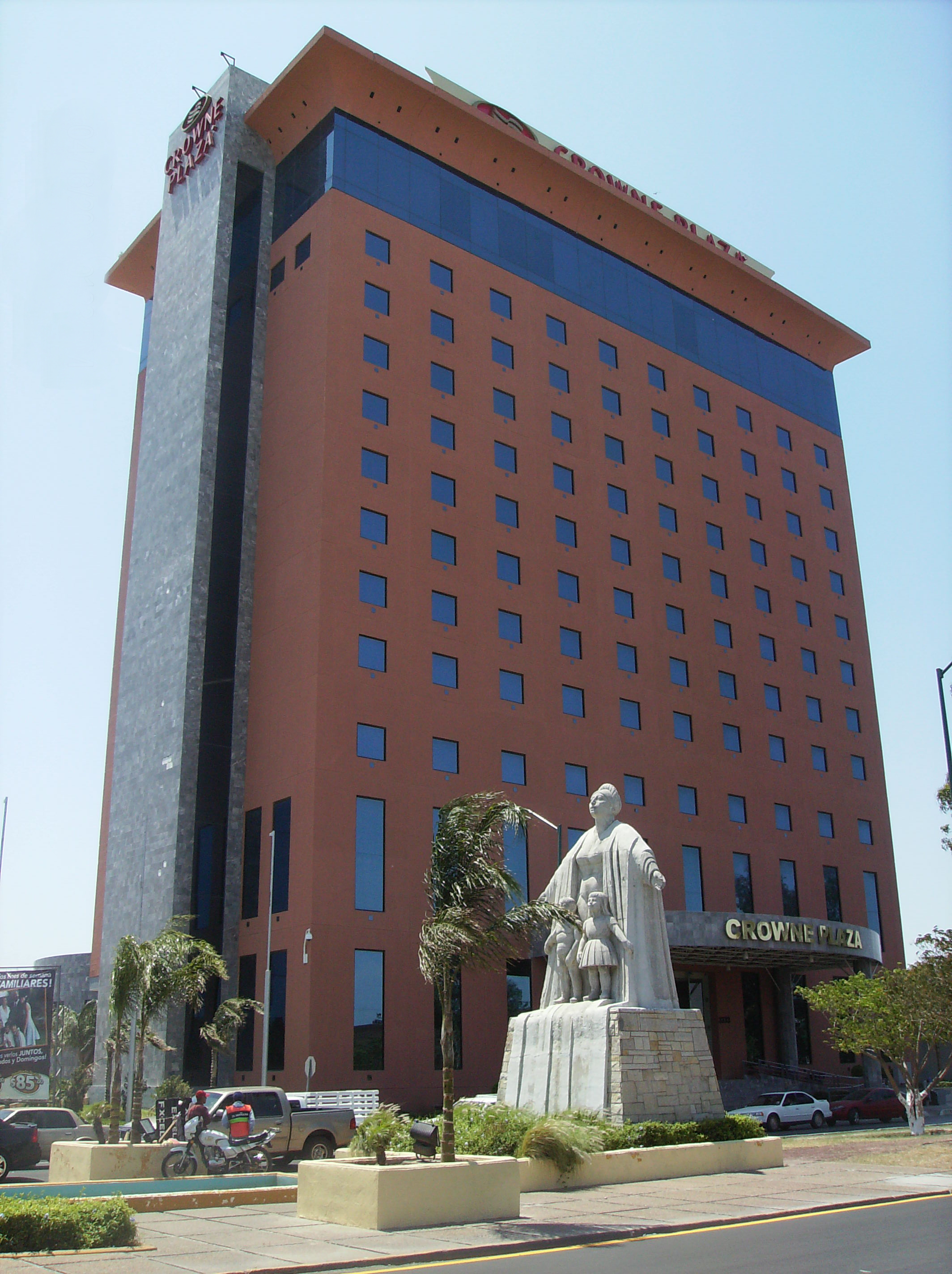
Nuevo Laredo, Mexique
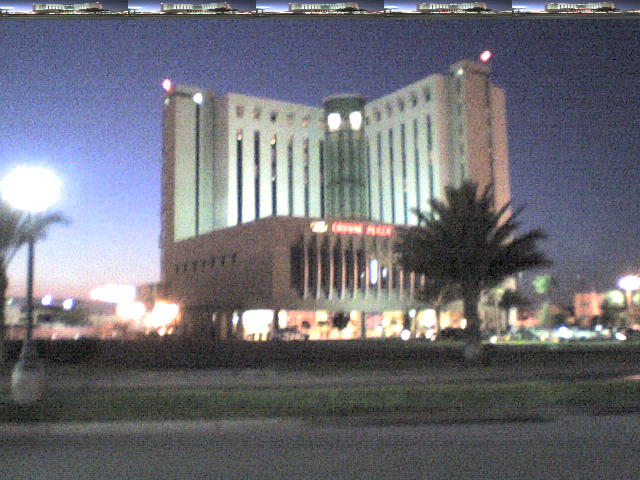
Torreón, Mexique
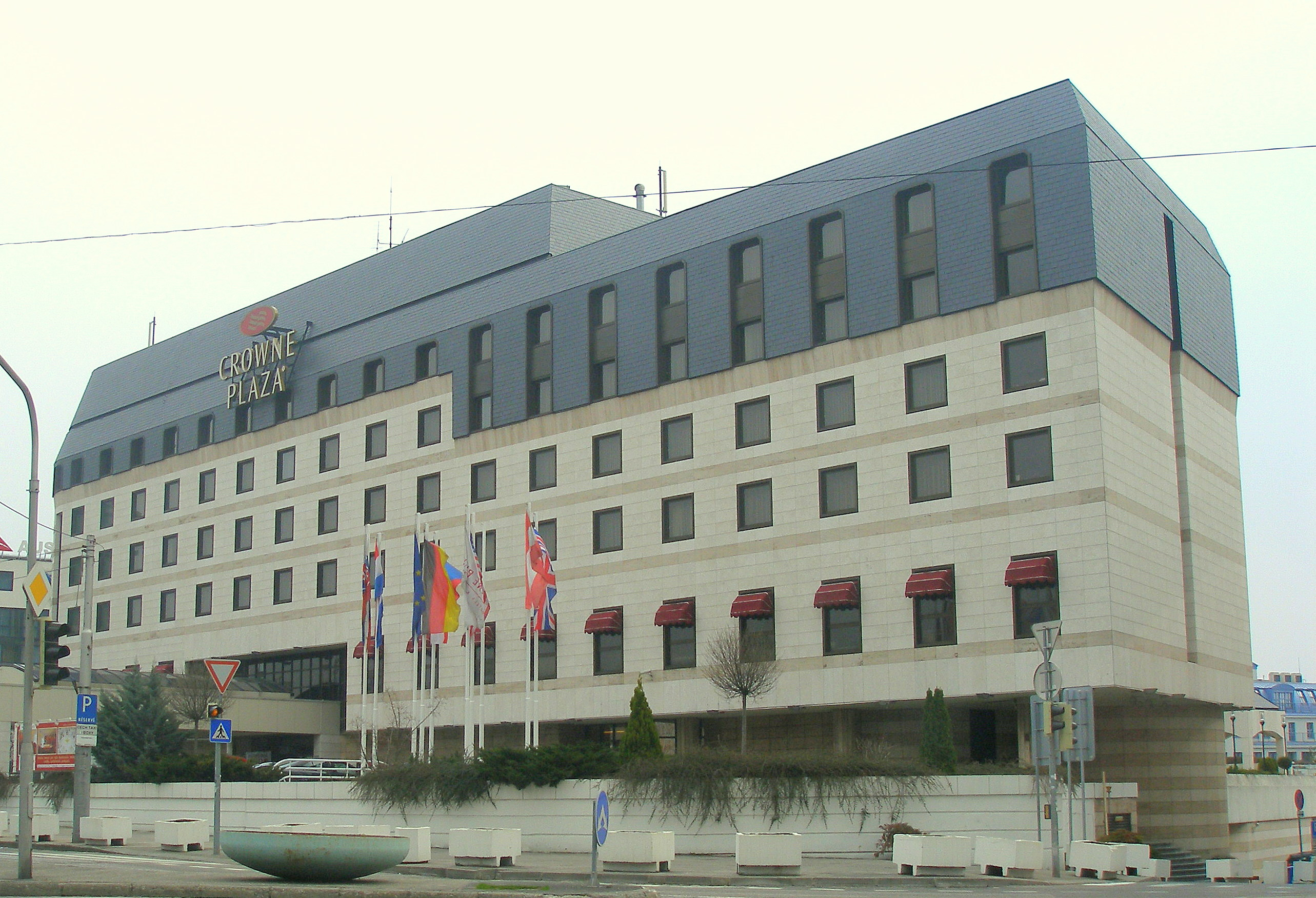
Bratislava, Slovaquie
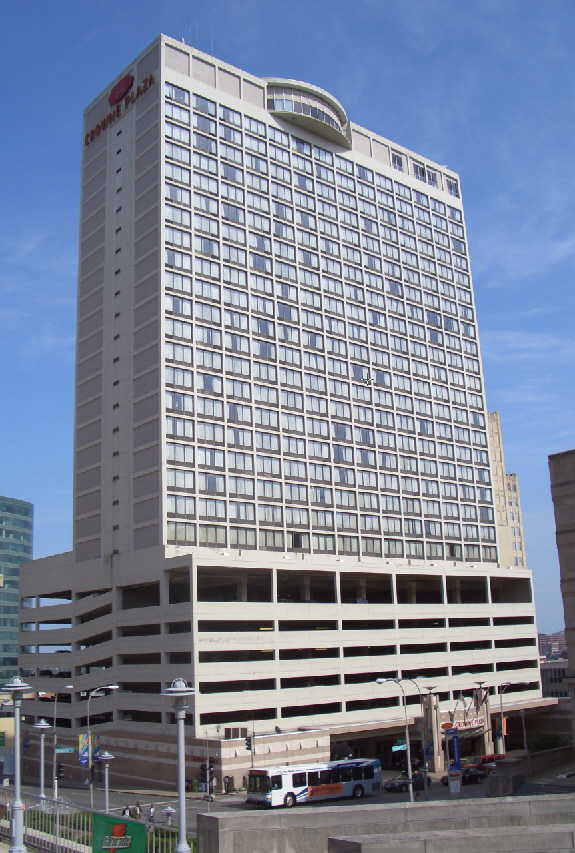
Kansas City (Missouri), États-Unis
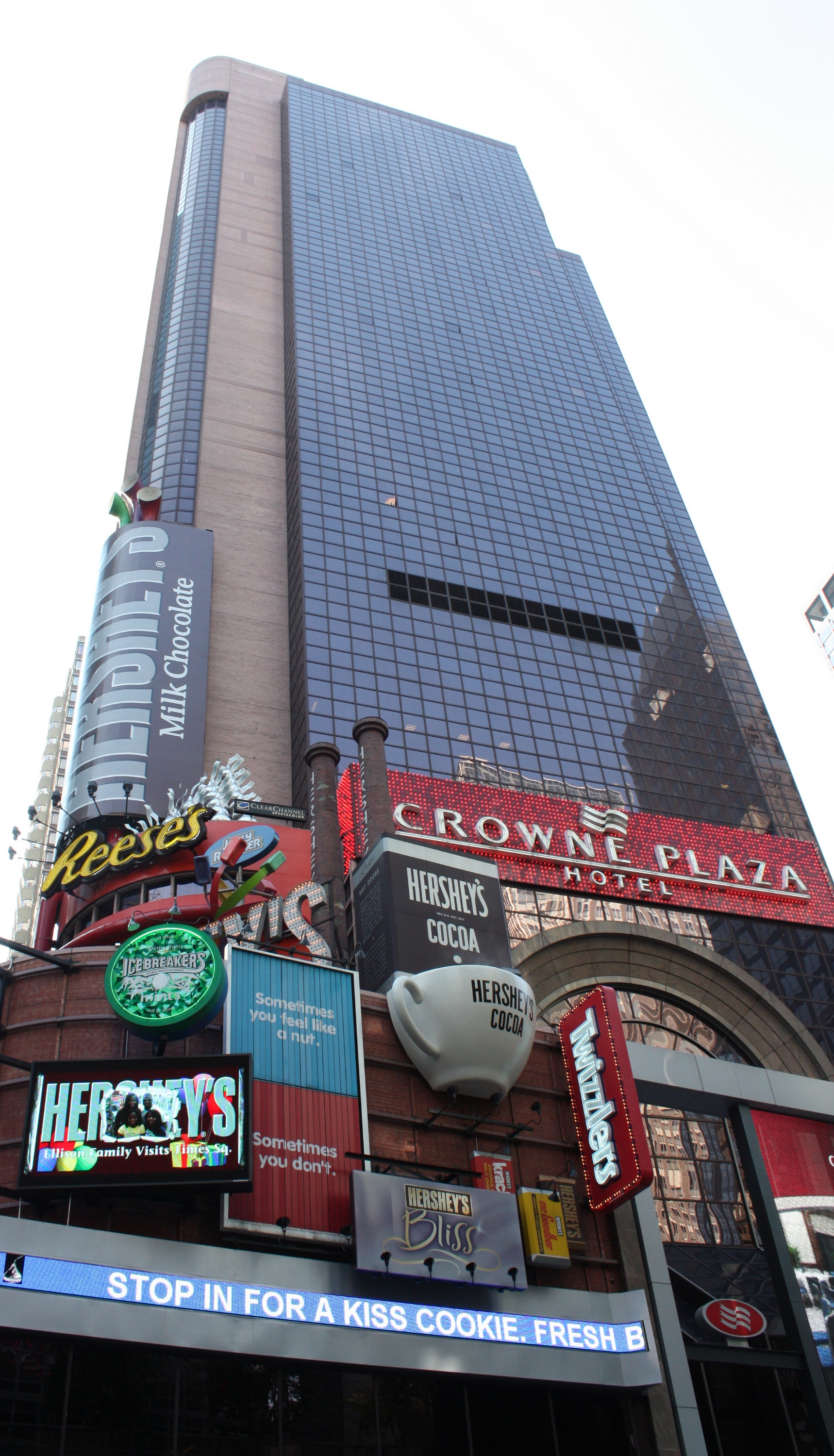
New York, États-Unis
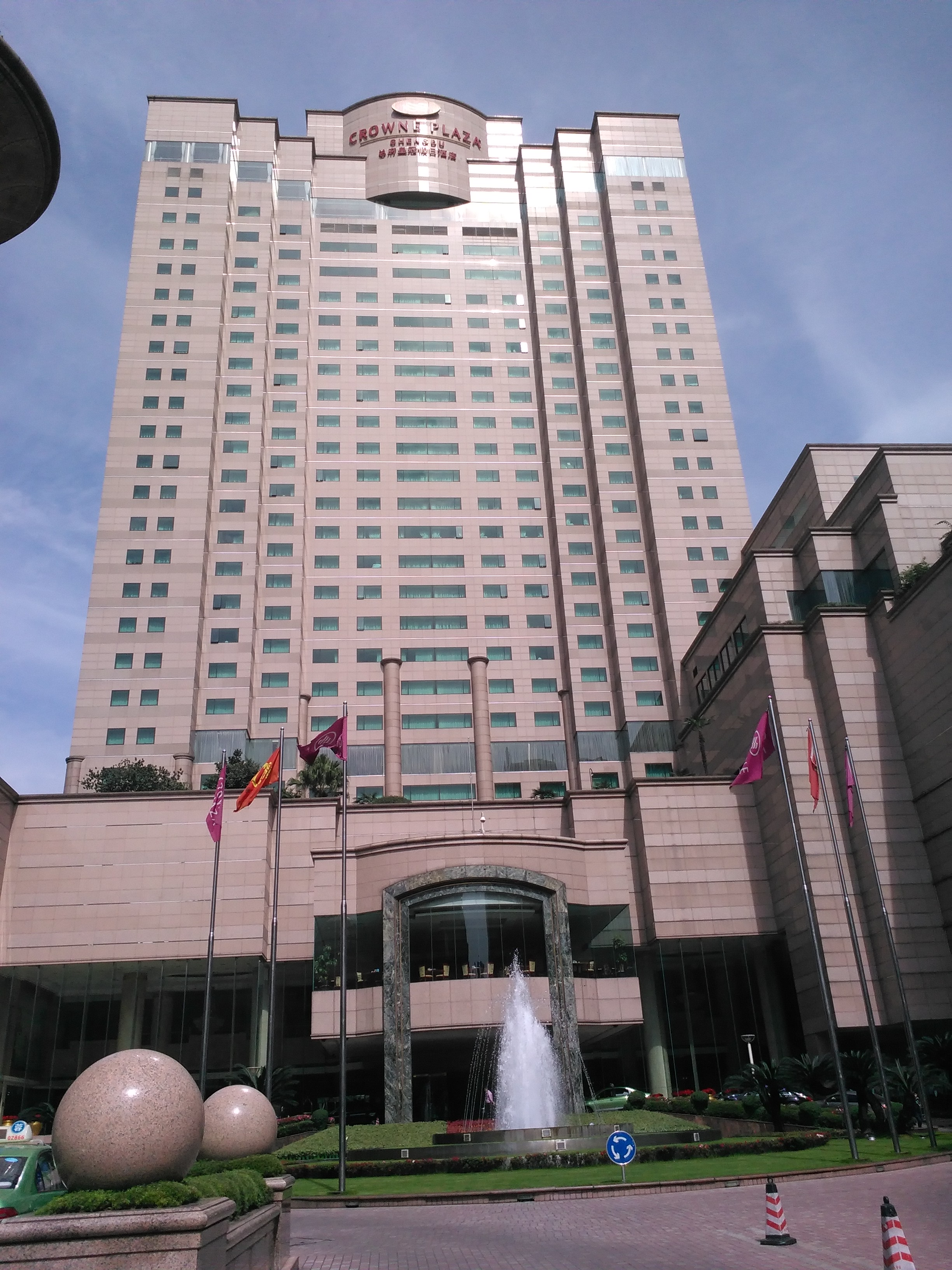
Chengdu, Chine
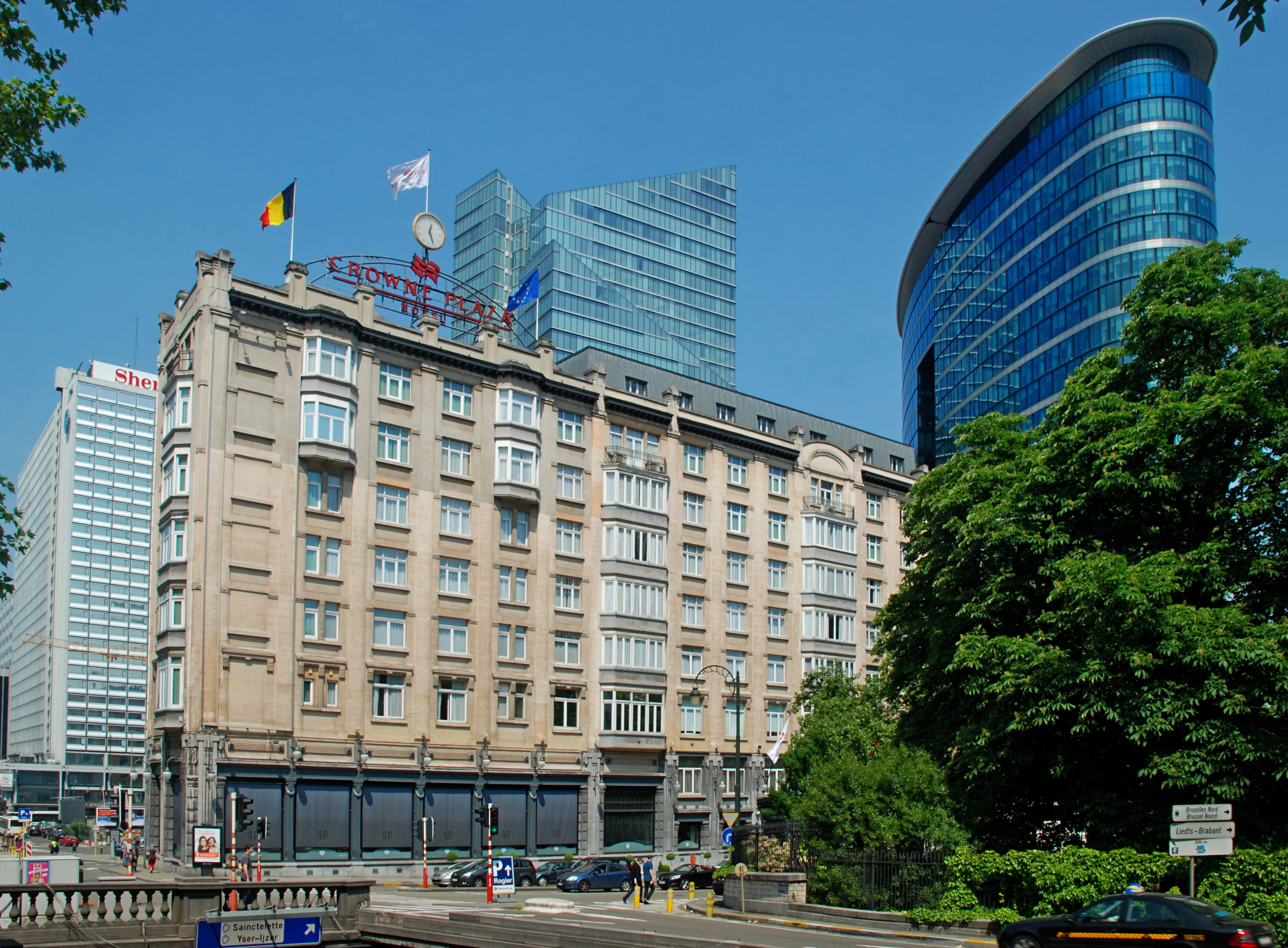
Palace Hôtel, Bruxelles, Belgique
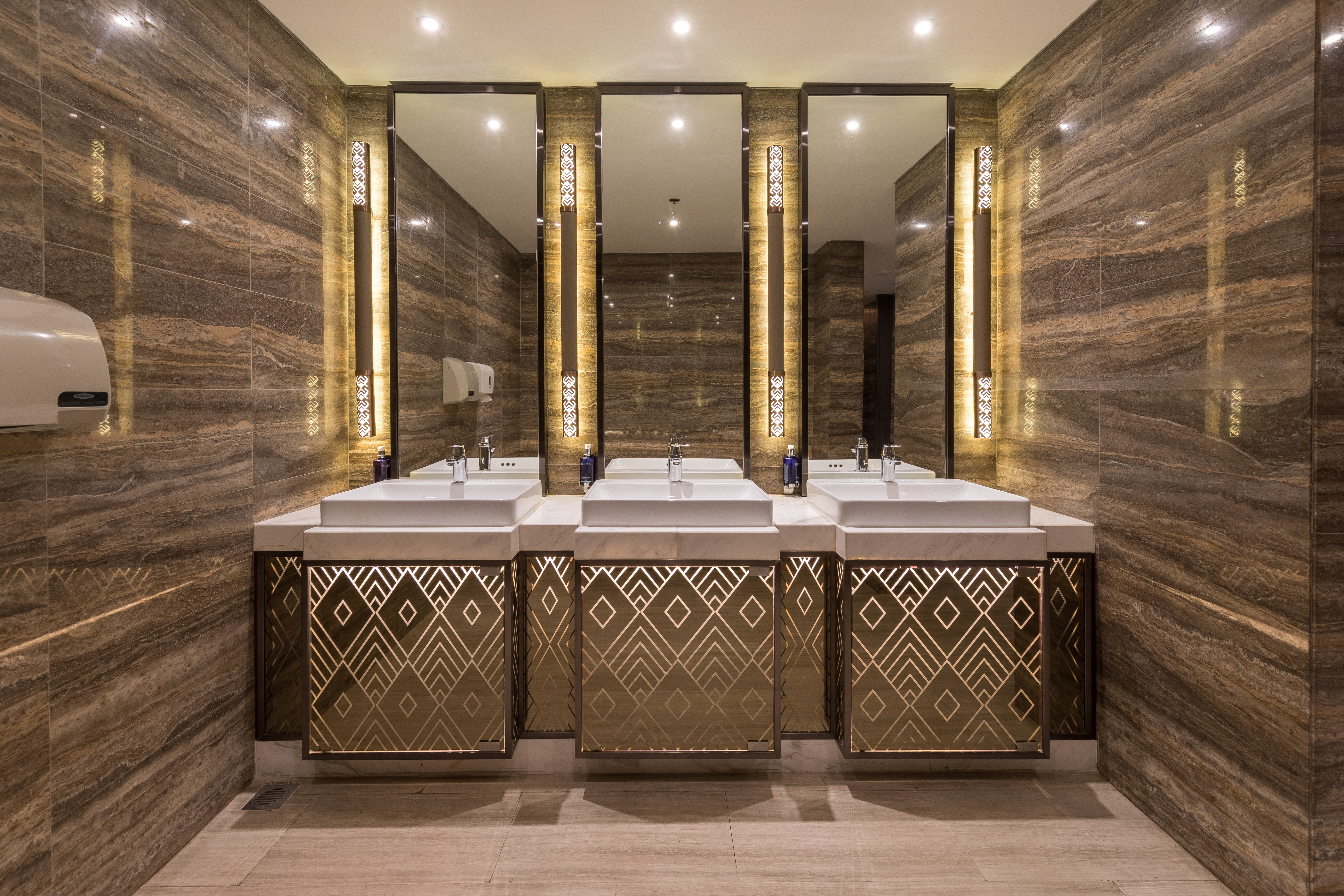
Les lavabos des toilettes à l'hôtel Crowne Plaza de Vientiane, Laos (2018)
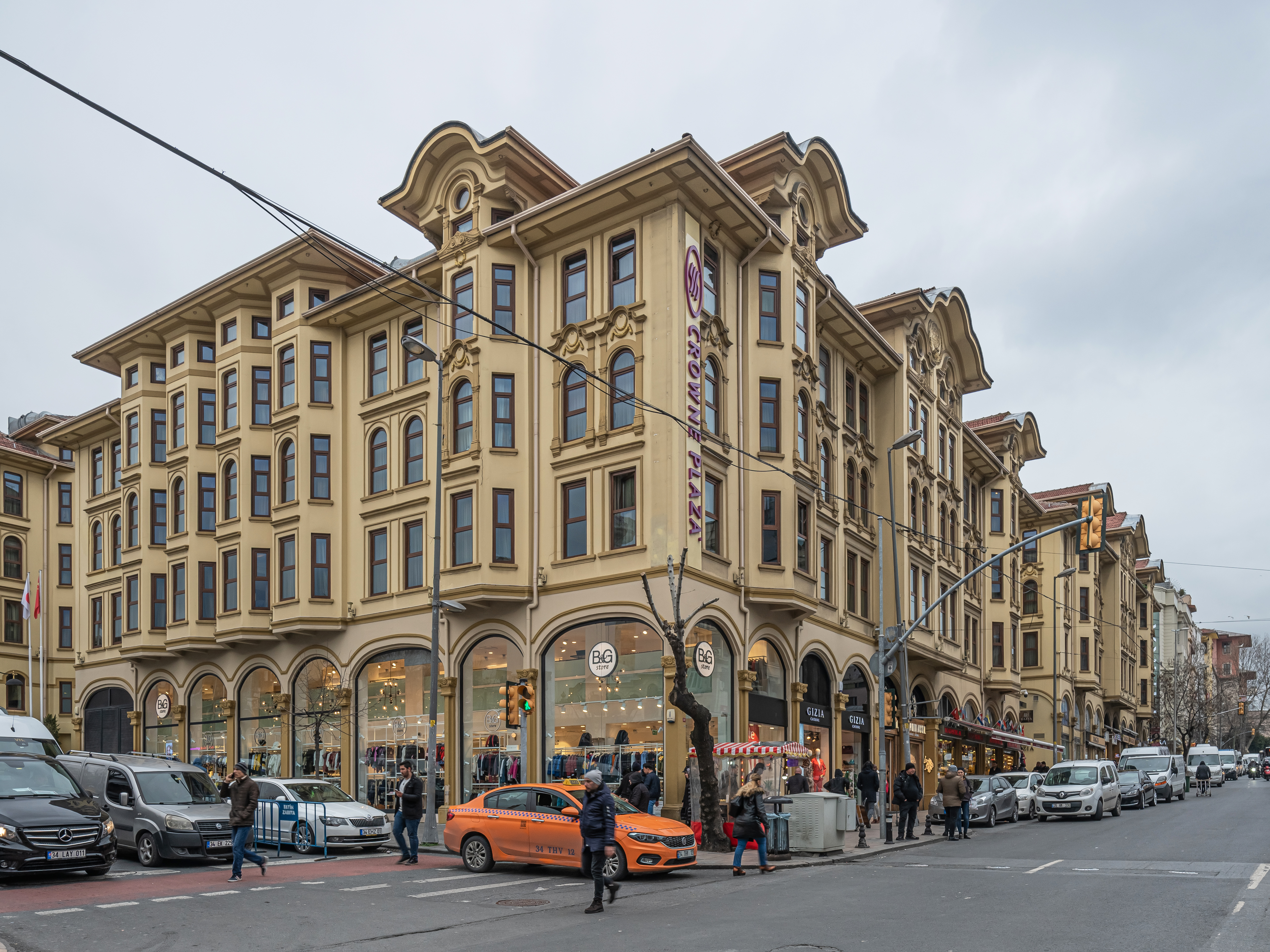
Crowne Plaza Hotel Old City, Istanbul